# Enrolled bill
En el Congreso de los Estados Unidos y en muchos órganos legislativos estatales una enrolled bill es la versión final de un proyecto de ley o de una resolución conjunta que ha sido aprobada de forma idéntica por ambas cámaras del Congreso.
En el Congreso de los Estados Unidos, la copia final de los proyectos de ley debe ser firmada por los presidentes de la Cámara de Representantes y el Senado, impresa en pergamino o papel de calidad adecuada y enviado al Presidente para su aprobación.